# Мечеть в селе Гияслы
Мечеть в селе Гияслы (азерб. Qiyaslı məscidi) — мечеть в селе Гияслы Агдамского района Азербайджана. Памятник истории и архитектуры XVIII века.
Решением Кабинета Министров Азербайджана № 132 от 2 августа 2001 года включена в список недвижимых памятников истории и культуры местного значения.

## История
Мечеть Гияслы была построена в XVIII веке в селе Гияслы в период Карабахского ханства. Изначально мечеть имела два минарета.
После советской оккупации Азербайджана с 1928 года началась борьба государства с религией. В декабре 1928 года многие мечети, церкви и синагоги были переданы под клубы для просветительских целей. 
На 1917 год в Азербайджане насчитывалось 3000 мечетей. К 1927 году их количество сократилось до 1700, в 1928 году — до 1369, в 1933 — всего до 17. 
В этот период мечеть Гияслы была закрыта для молитв. В 1929—1932 годах здание мечети использовалось как административный центр колхоза, в 1960—1970-х годах — как сельский магазин. В 1985—1989 годах в здании действовала «Зелёная аптека».
В 1989 году мечеть была отремонтирована местными жителями и открыта для верующих.

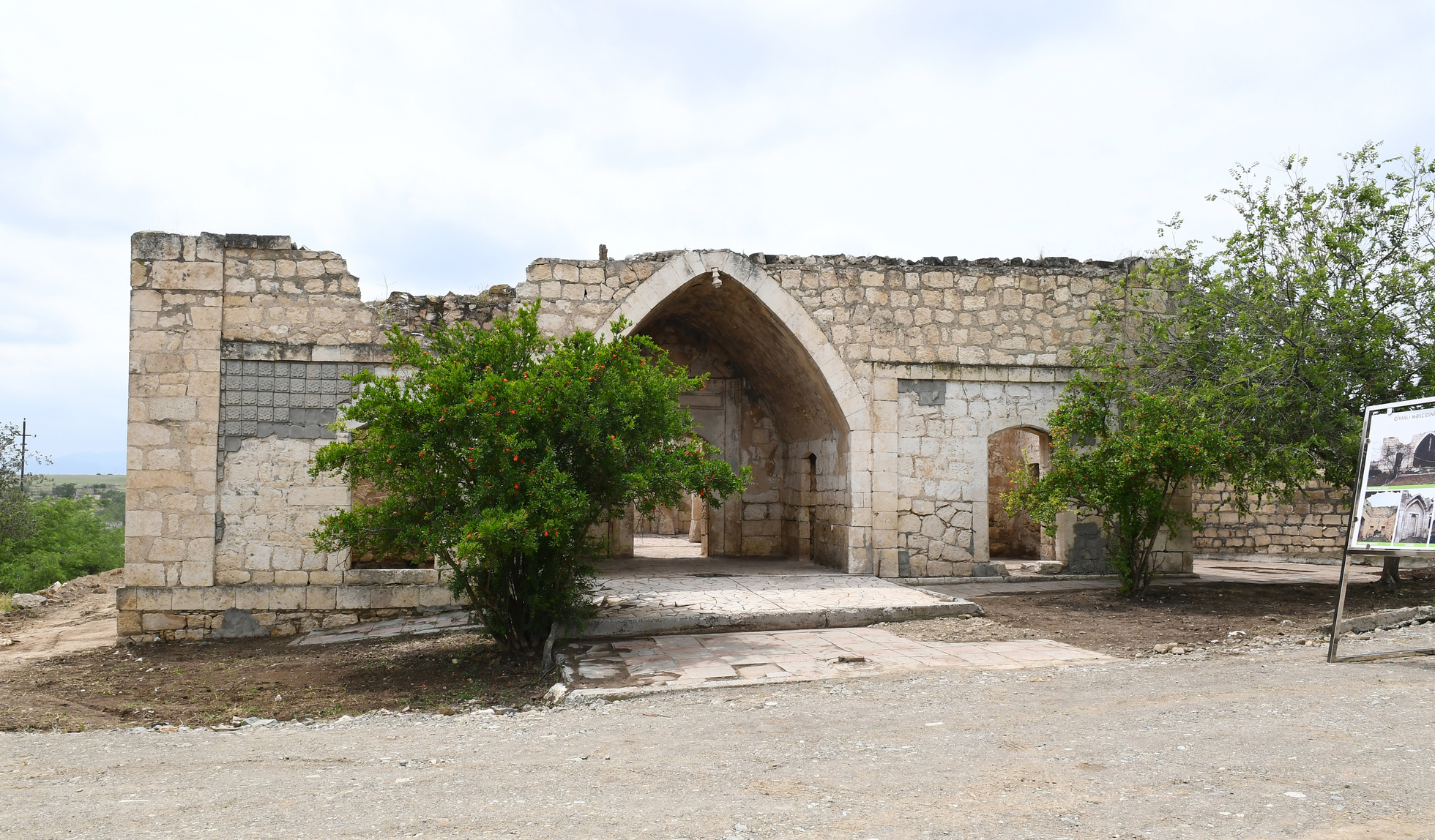
Руины мечети Май 2021

### Карабахский конфликт
Во время Первой Карабахской войны в 1993 году Агдамский район был оккупирован Вооружёнными силами Армении. После оккупации многие памятники истории и архитектуры, а также жилые здания были разрушены. Из 135 исторических памятников в Агдамском районе 75 были уничтожены. Село Гияслы и мечеть также подверглись разрушениям. Здание мечети использовалось для содержания коров и свиней.
Решением Кабинета Министров Азербайджана № 132 от 2 августа 2001 года мечеть включена в список недвижимых памятников истории и культуры местного значения.
27 сентября 2020 года началась Вторая Карабахская война. Согласно заявлению о прекращении огня, завершившему войну 10 ноября 2020 года, Агдамский район, включая село Гияслы, 20 ноября 2020 года был возвращён под контроль Азербайджана. Однако, перед уходом армянские силы сожгли мечеть Гияслы. Французский фотограф Национального географического общества Реза Дегати, посетивший село, задокументировал разрушения.

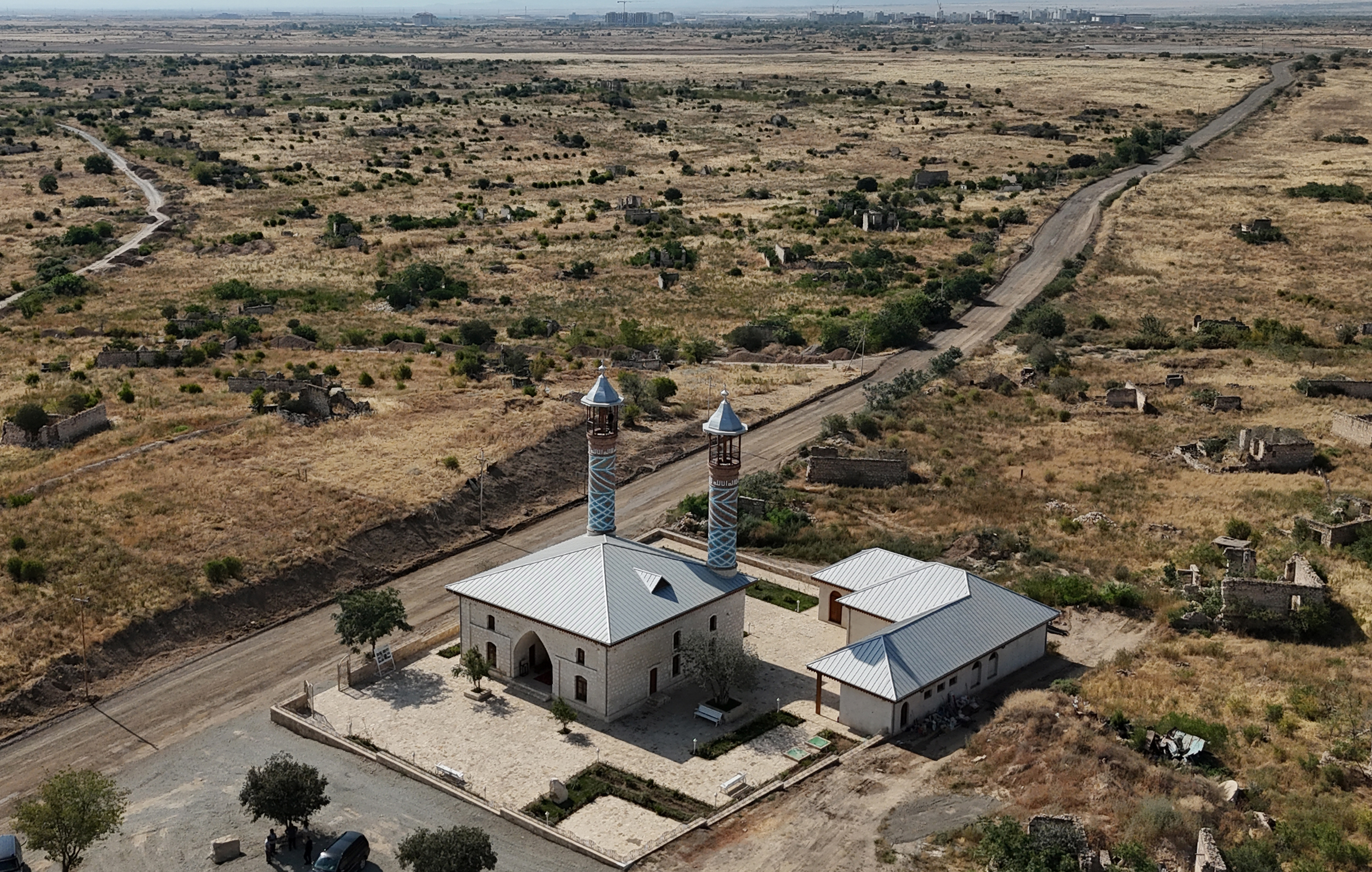
Июль 2025

### Современный период
После освобождения села начались работы по реставрации мечети.
17 сентября 2021 года специальный представитель ЕС по Южному Кавказу Тойво Клаар посетил мечети Гияслы и Джума в Агдаме, где ему рассказали о военных преступлениях, совершенных во время оккупации.
18 июля 2025 года мечеть открыта после реставрации. Реставрация осуществлена Фондом Гейдара Алиева. В ходе реставрации восстановлены покосившиеся каменные колонны, заново отстроены каменные арки и купола. Около мечети построены вспомогательные постройки.

## Галерея

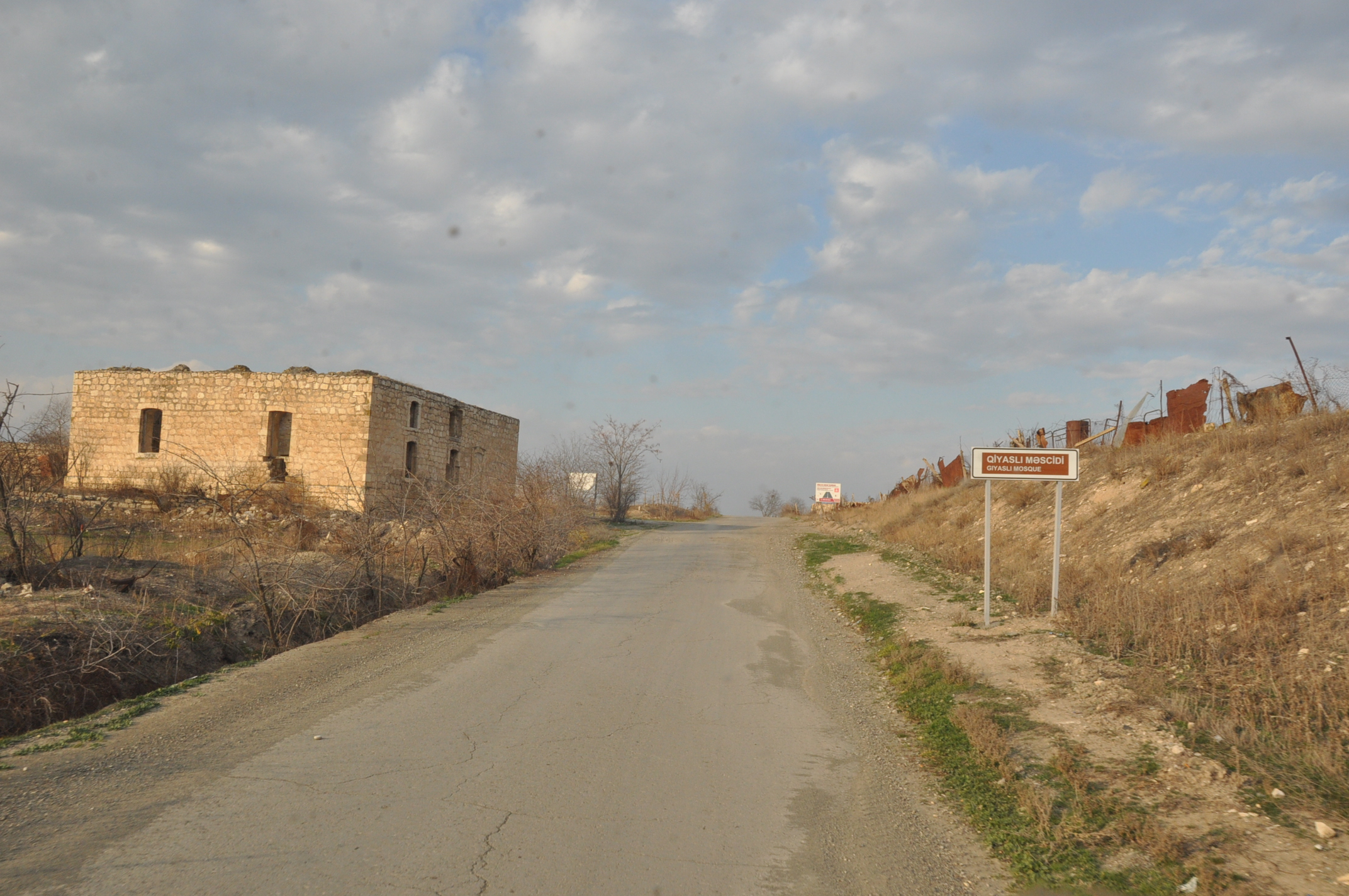
Мечеть Гияслы в 2021 году
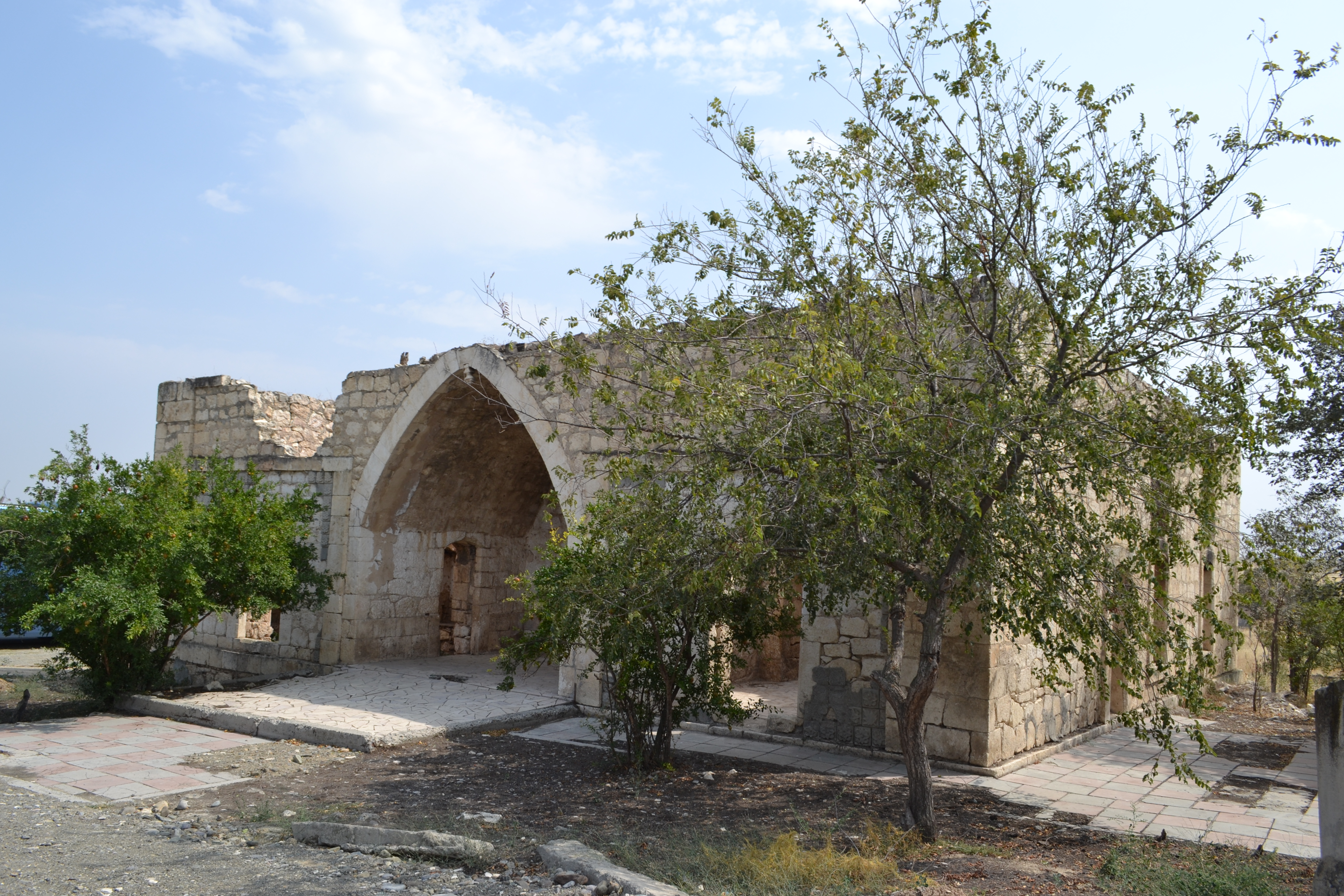
Мечеть Гияслы в 2021 году
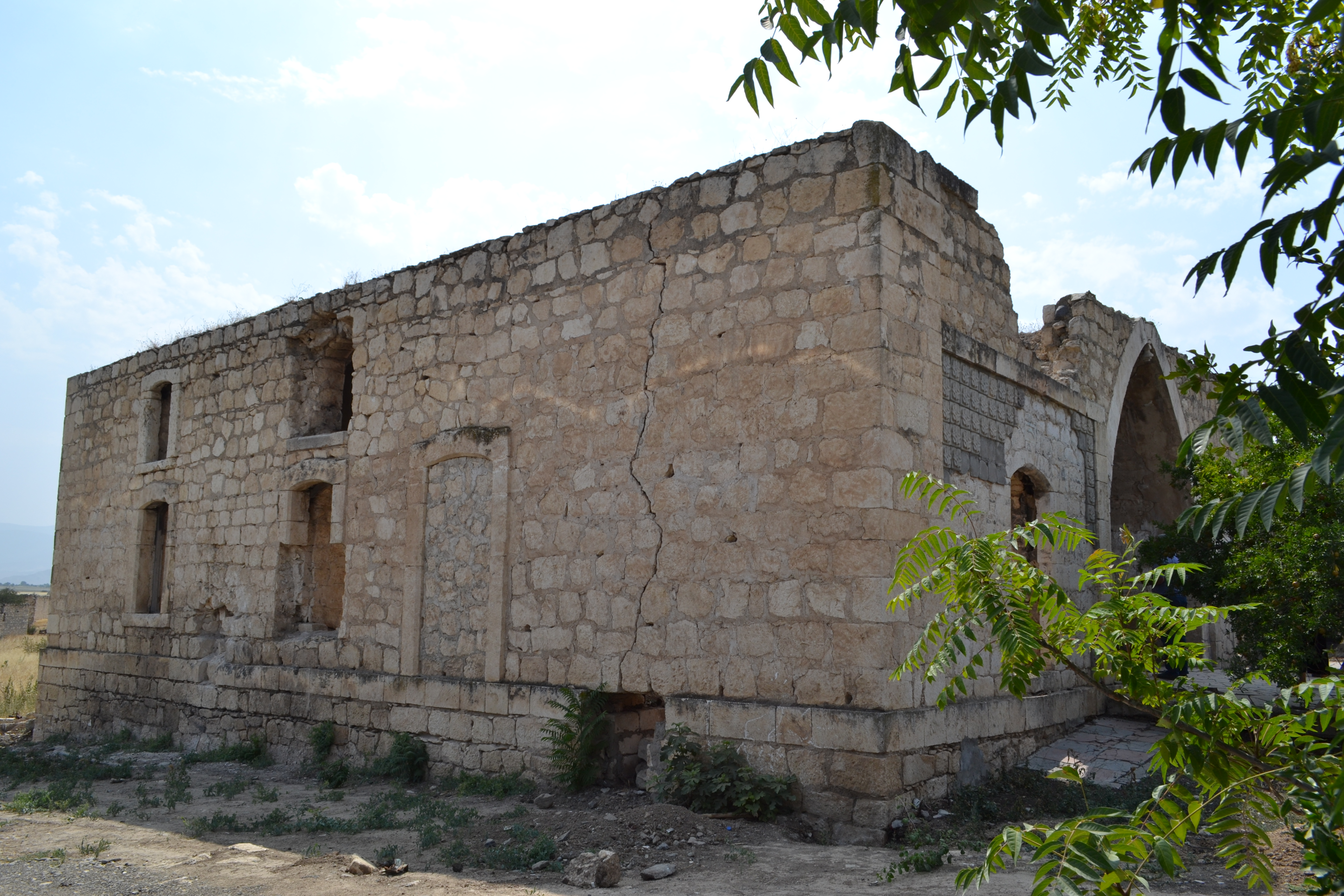
Мечеть Гияслы в 2021 году
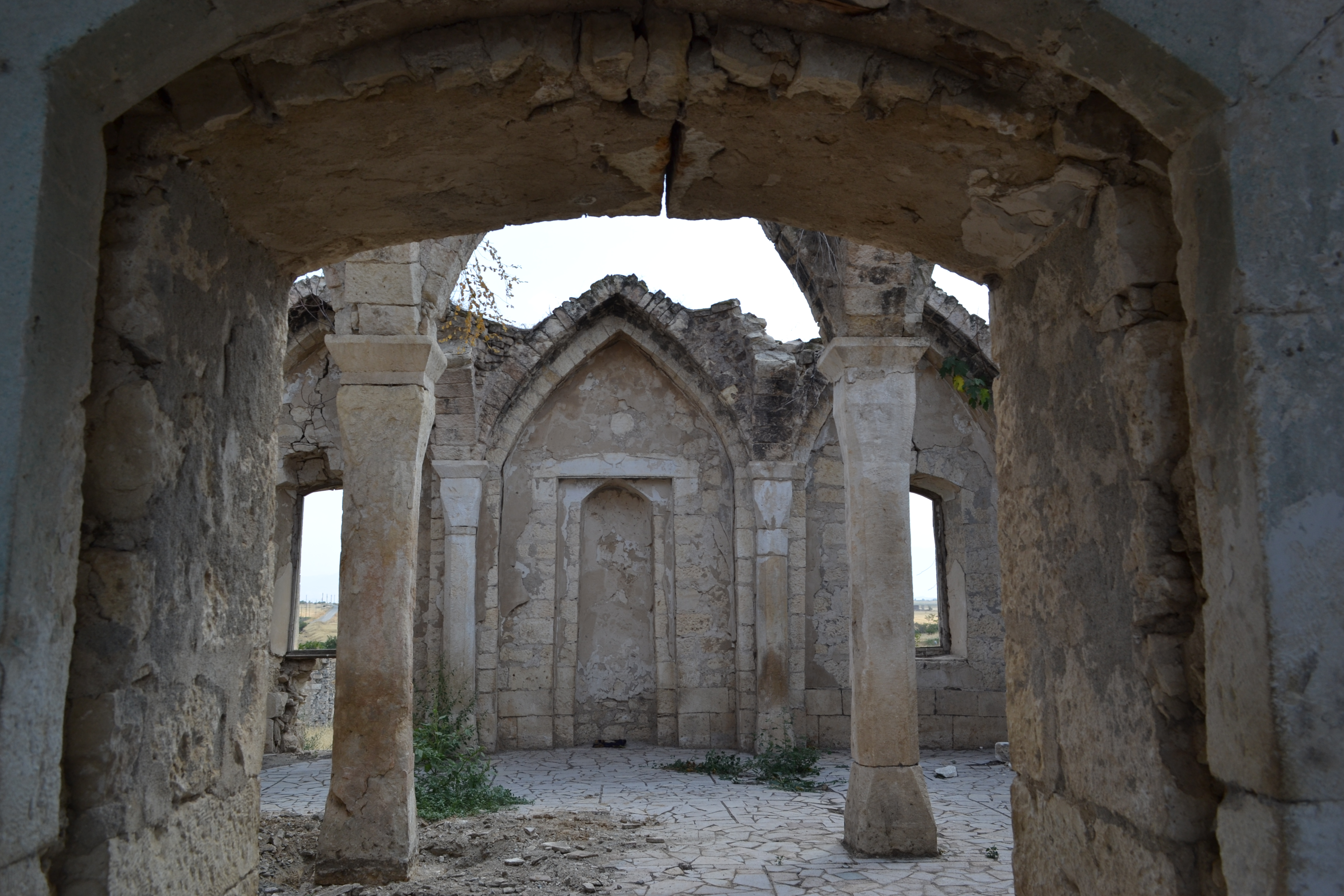
Вход в мечеть
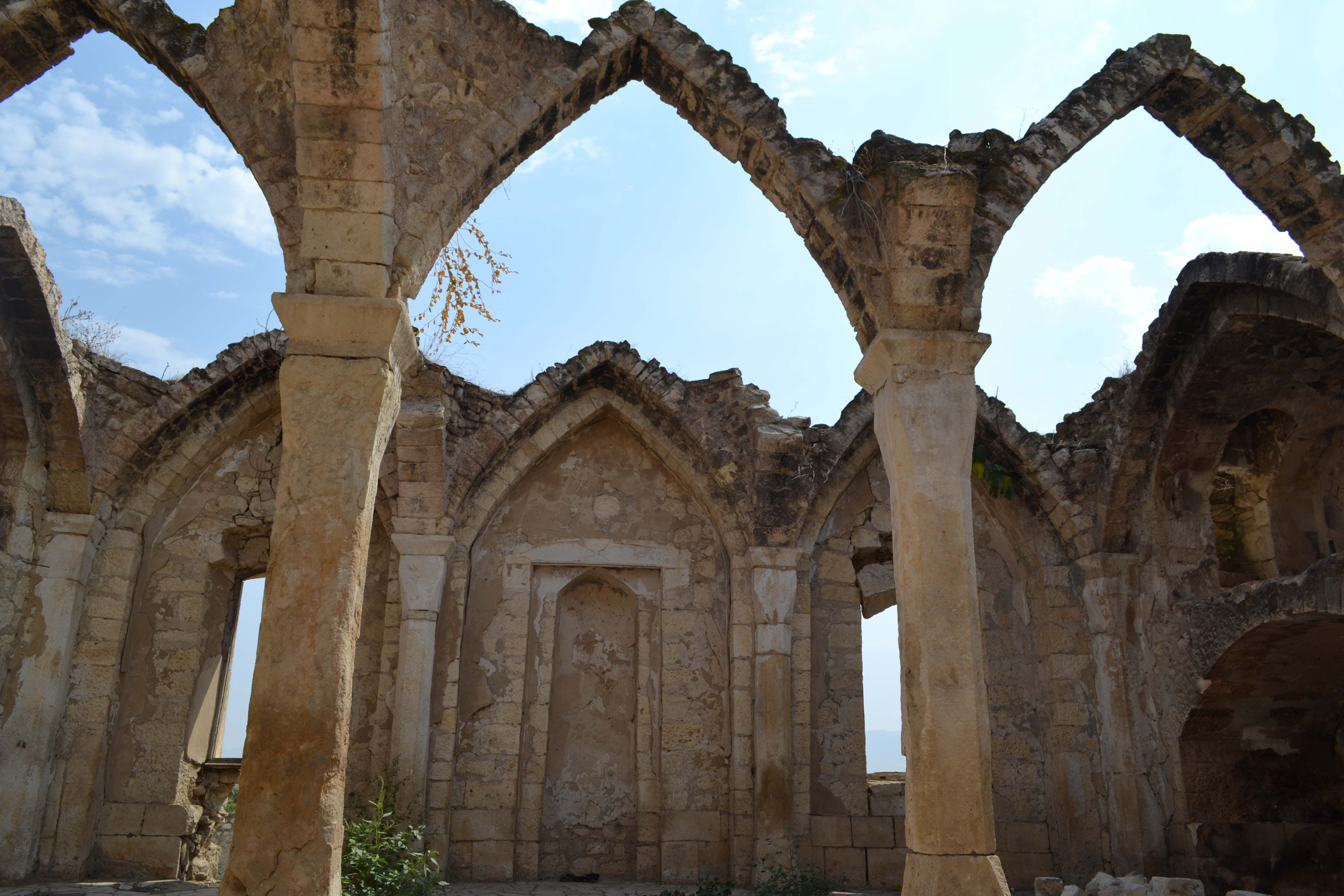
Разрушенный интерьер мечети